# Beloit (Wisconsin)
Beloit is een plaats (city) in de Amerikaanse staat Wisconsin, en valt bestuurlijk gezien onder Rock County.

## Demografie
Bij de volkstelling in 2000 werd het aantal inwoners vastgesteld op 35.775.
In 2006 is het aantal inwoners door het United States Census Bureau geschat op 36.348, een stijging van 573 (1,6%).

## Geografie
Volgens het United States Census Bureau beslaat de plaats een oppervlakte van
43,2 km², waarvan 42,6 km² land en 0,6 km² water. Beloit ligt op ongeveer 260 m boven zeeniveau.
Beloit ligt aan de Rock River, een zijrivier van de Mississippi met een lengte van naar schatting 459 kilometer.

## Plaatsen in de nabije omgeving
De onderstaande figuur toont nabijgelegen plaatsen in een straal van 20 km rond Beloit.